# Limnophora pulleni
Limnophora pulleni är en tvåvingeart som beskrevs av Shinonaga 2005. Limnophora pulleni ingår i släktet Limnophora och familjen husflugor. Inga underarter finns listade i Catalogue of Life.